# Huitième circonscription de la préfecture de Chiba
La huitième circonscription de la préfecture de Chiba (千葉県第8区, Chiba-ken dai-hachi-ku) est l'une des quatorze circonscriptions législatives que compte la préfecture de Chiba au Japon.

## Description géographique
Entre 1994 et 2002, la huitième circonscription de la préfecture de Chiba regroupait les villes de Kashiwa et Abiko et le bourg de Shōnan (ja) dans le district de Higashikatsushika (ja).
Entre 2002 et 2013, elle réunissait les villes de Kashiwa et Abiko.
Entre 2013 et 2022, elle comprenait une partie de la ville de Kashiwa et la ville d'Abiko.
Depuis 2022, elle correspond à la seule ville de Kashiwa,.

## Députés
| Législature | Début de mandat | Fin de mandat | Député élu             | Parti politique | Parti politique |
| ----------- | --------------- | ------------- | ---------------------- | --------------- | --------------- |
| 41e         | 1996            | 2000          | Yoshitaka Sakurada     |                 | PLD             |
| 42e         | 2000            | 2003          | Hiroyuki Nagahama (ja) |                 | PDJ             |
| 43e         | 2003            | 2005          | Kimiaki Matsuzaki (ja) |                 | PDJ             |
| 44e         | 2005            | 2009          | Yoshitaka Sakurada     |                 | PLD             |
| 45e         | 2009            | 2012          | Kimiaki Matsuzaki      |                 | PDJ             |
| 46e         | 2012            | 2014          | Yoshitaka Sakurada     |                 | PLD             |
| 47e         | 2014            | 2017          | Yoshitaka Sakurada     |                 | PLD             |
| 48e         | 2017            | 2021          | Yoshitaka Sakurada     |                 | PLD             |
| 49e         | 2021            | 2024          | Satoshi Honjō (ja)     |                 | PDC             |
| 50e         | 2024            | -             | Satoshi Honjō (ja)     |                 | PDC             |